# Tayy
 (septembre 2018).
Si vous disposez d'ouvrages ou d'articles de référence ou si vous connaissez des sites web de qualité traitant du thème abordé ici, merci de compléter l'article en donnant les références utiles à sa vérifiabilité et en les liant à la section « Notes et références ».
Tayy (arabe : طيء/ALA-LC: Ṭayy), connus aussi sous le nom de Ṭayyi ou Taies est une très grande et ancienne tribu d'Arabie sédentarisée dans les montagnes du nord du pays. Les descendants actuels sont la tribu des Shammar qui continuent à vivre dans le Moyen-Orient et dans le reste du monde arabe. Parmi ses membres célèbres, on peut citer le grand mystique du Soufisme, Ibn Arabi, de la branche andalouse.